# Jane Thomas
Pour les articles homonymes, voir Thomas (nom de famille).
Jane Thomas, née le 31 mai 1899 à Chicago et morte le 26 octobre 1976 à Los Angeles, est une actrice américaine du cinéma muet.

## Filmographie
- 1917 : S.O.S.
- 1920 : The North Wind's Malice
- 1921 : Reckless Wives
- 1921 : Heedless Moths
- 1922 : Le Foyer qui s'éteint (Silver Wings) d'Edwin Carewe
- 1922 : Queen of the Moulin Rouge
- 1922 : The Secrets of Paris
- 1922 : How Women Love
- 1922 : The Town That Forgot God
- 1922 : Breaking Home Ties
- 1923 : The Exciters

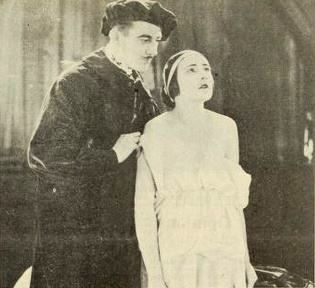
Ward Crane et Jane Thomas dans Heedless Moths (1921).

- 1923 : Lost in a Big City de George Irving
- 1923 : La Rose blanche (The White Rose) de D. W. Griffith
- 1924 : Life's Greatest Game
- 1924 : Blue Water
- 1924 : Floodgates
- 1924 : The Hoosier Schoolmaster
- 1925 : Getting 'Em Right
- 1926 : The Adorable Deceiver de Phil Rosen
- 1926 : In Search of a Hero
- 1926 : The Law of the Snow Country
- 1926 : The Big Show
- 1926 : The Hidden Way
- 1926 : The Roaring Road